# SPLD
SPLD (ang. Simple Programmable Logic Device) – grupa prostych programowalnych układów elektronicznych pierwszej generacji. 
W jej skład wchodzą układy PLE, PAL, PLA oraz GAL. Z powodu stosunkowo ograniczonych możliwości logicznych służyły głównie jako układy zastępujące klasyczne obwody logiczne, budowane z wykorzystaniem układów scalonych w technologii TTL lub CMOS.